# Cophyla tsaratananaensis
Cophyla tsaratananaensis Guibé, 1974 è una rana della famiglia Microhylidae, endemica del Madagascar.

## Distribuzione e habitat
La presenza di questa specie è documentata solo sul massiccio dello Tsaratanana, nel Madagascar settentrionale, ad una altitudine di 2.600 m s.l.m., poco al di sotto della sommità del monte Maromokotro.
I suoi habitat sono la foresta pluviale di alta quota e i boschi di bambù.

## Biologia
Si presume che lo sviluppo dei girini avvenga nei fitotelmi dei fusti di bambù.

## Conservazione
La IUCN Red List classifica C. tsaratananaensis come specie vulnerabile.
La specie è protetta all'interno della Riserva naturale integrale dello Tsaratanana.